# 飄浮蝴蝶魚
飄浮蝴蝶魚，又稱斜紋蝴蝶魚，俗名假人字蝶，為輻鰭魚綱鱸形目蝴蝶魚科的其中一種。

## 分布
本魚分布於印度太平洋區，包括東非、亞丁灣、模里西斯、馬爾地夫、印度、斯里蘭卡、菲律賓、印尼、中國南海、東海、日本、台灣、越南、新幾內亞、所羅門群島、澳洲、馬里亞納群島、馬紹爾群島、密克羅尼西亞、帛琉、諾魯、斐濟群島、夏威夷群島、法屬波里尼西亞、復活節島、加拉巴哥群島、東加、吉里巴斯、吐瓦魯、萬納杜、薩摩亞群島、厄瓜多、墨西哥等海域。

## 深度
水深3至30公尺。

## 特徵
本魚體色和身上的條紋和揚旛蝴蝶魚相似，體色以白色為底，在背鰭鰭條、尾柄、臀鰭軟條處為黃色，體側有暗紋。頭部斜向背鰭的暗色條紋有6條。幼魚在背鰭鰭條部有一黑斑。背鰭硬棘12枚、軟條24至26枚；臀鰭硬棘3枚、軟條19至20枚。體長可達23公分。

## 生態
本魚可能獨游、成對或成群出現，無特別棲所，幼魚可能在潮池發現，屬雜食性，以藻類、珊瑚蟲、抵棲小動物為食。於晚上睡覺時身上通常會出現暗色斑塊。

## 經濟利用
為高價值觀賞性魚類，不供食用。